# Le Verseau (archipel de Pointe-Géologie)
Le Verseau est un îlot rocheux de l'archipel de Pointe-Géologie (terre Adélie), situé en mer Dumont-d'Urville (océan Austral) au large du continent antarctique.

## Description
Cette petite île basse (50 m de long pour 3 m de haut) se trouve à 700 m au nord-ouest du cap des Barres, la pointe nord-ouest de l'île des Pétrels. Le Verseau est situé à moins de 400 m au nord-est du Taureau, la plus grande du groupe des Sept-Îles,.